# Pokigron
Pokigron es una villa a orillas del embalse de Brokopondo en la zona central de Surinam. Se encuentra ubicado en la municipalidad de Boven en el distrito de Sipaliwini. Su población es aproximadamente de 500 habitantes.
Entre las localidades y villas vecinas se encuentran Wittiehede Ston (36 km), Mofina (28 km), Wittikamba (2.5 km), Malrosee-Kondre (9 km) y Abenaston (5.4 km).

## Historia
Pokigron era, hasta 1986, un pueblo con una población de 700 habitantes y razonablemente próspero como el principal centro de transporte hacia el sur del país. Muchas de las típicas chozas con techos de paja habían sido reemplazadas por casas, y el pueblo incluso tenía alumbrado público. Esto cambió el 23 de abril de 1987. La Guerra Interior de Surinam que había comenzado lejos en  Albina y Moengotapoe el año anterior, habían venido a Sipaliwini. El Comando de la jungla encabezado por Ronnie Brunswijk ordenó a los aldeanos entrar la jungla, les robaron sus posesiones y quemaron sus casas. El 11 de septiembre de 1987, el Militares de Surinam dirigido por Dési Bouterse tomó represalias atacando el comando de la jungla, y según un informe de Aide Médicale Internationale, mató a civiles, incluidas mujeres y niños. Ambas partes han negado que hayan muerto civiles. El 27 de septiembre de 1989, la Comisión Interamericana de Derechos Humanos miró al respecto, declaró que esto constituía una gravísima violación del Derecho a la Vida, recomendó que el Gobierno de Surinam investigue el asunto, y que los familiares de las víctimas tengan derecho a una justa indemnización. La CIDH identificó 15 casos de muertes, cuatro desapariciones y uno no esclarecido. Seis de los casos eran niños y tres mujeres, de las cuales una fue violada antes de ser asesinada. En octubre de 1993, la CIDH condenó al Gobierno de Surinam a pagar $400.000 en daños a las víctimas.
Un grupo de civiles de Pokigron siguiendo los incidentes ocupados en un terreno cerca de Paramaribo, y han llamado a su campamento Sunny Point. Está ubicado en Koewarasan, Wanica.
A partir del 3 de febrero de 2018, el pueblo de Pokigron ahora tiene 24 horas de electricidad, porque los generadores diésel solo podían proporcionar de 5 a 6 horas.

## Salud
Pokigron alberga un Medische Zending centro de salud.